# Vicarious
Singles de Tool
Lateralus
(2002) The Pot
(2006)
Vicarious est une chanson du groupe de metal progressif américain Tool. Il s'agit du premier single de leur quatrième album studio 10,000 Days.
La chanson a atteint la deuxième place sur le Billboard Mainstream Rock Tracks chart en juin 2006 et a reçu une nomination au quarante-neuvième Grammy Award de la meilleure prestation hard rock en 2007.

## Vue d'ensemble
La chanson est une piste jouable dans Guitar Hero: World Tour.
Dans le numéro du 12 juin 2008 du magazine Rolling Stone , la chanson a été incluse sur la liste des 100 meilleures chansons de guitare de tous les temps. Elle a été classée centième.

## Liste des Pistes
1. Vicarious – 7:06

## Membres du groupe lors de l'enregistrement de la chanson
- Maynard James Keenan - chant
- Adam Jones - guitare
- Justin Chancellor - basse
- Danny Carrey - batterie